# بهادران (مهریز)
بهادران روستایی در دهستان بهادران بخش مرکزی شهرستان مهریز استان یزد ایران است.

## جمعیت
بر پایه سرشماری عمومی نفوس و مسکن در سال ۱۳۹۵ جمعیت این روستا ۱٬۲۳۶ نفر (۳۵۸خانوار) بوده‌است.